# Chiesa di Gesù Divino Lavoratore (Prato)

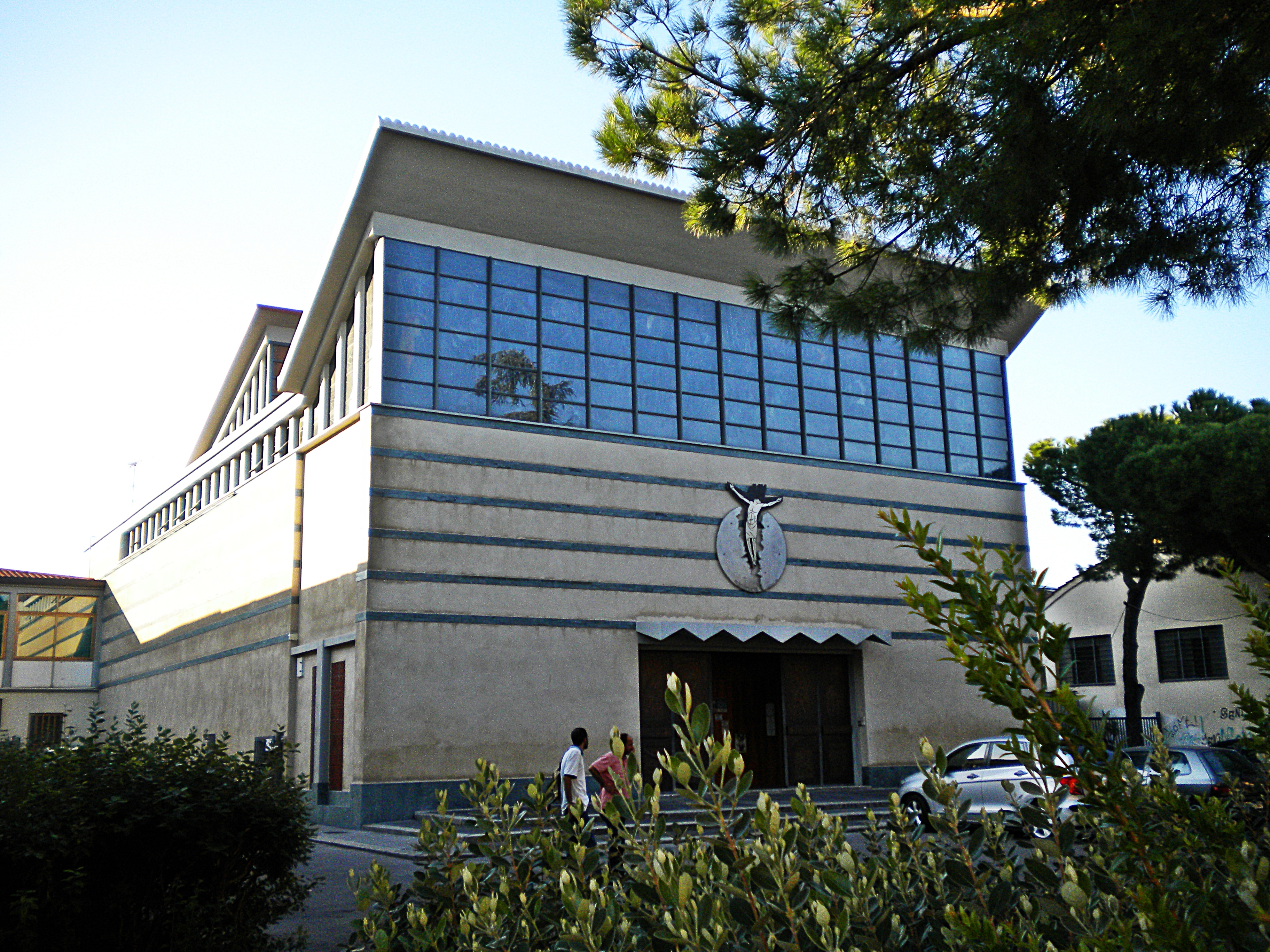
Chiesa di Gesù Divin Lavoratore

La chiesa di Gesù Divino Lavoratore si trova a Prato, in zona Borgonuovo - S.Paolo.

## Storia e descrizione
Costruita nel 1955-1958 su progetto di Leonardo Del Bufalo, ha facciata a capanna e campanile a torre in cemento armato.
All'interno la Via Crucis dipinta, due grandi dipinti nel coro e le pale da altare di lato allo stesso, sono opera di Dilvo Lotti (1960). Il pulpito interno e il portale sono in rame sbalzato, opera di Umberto Cocci.

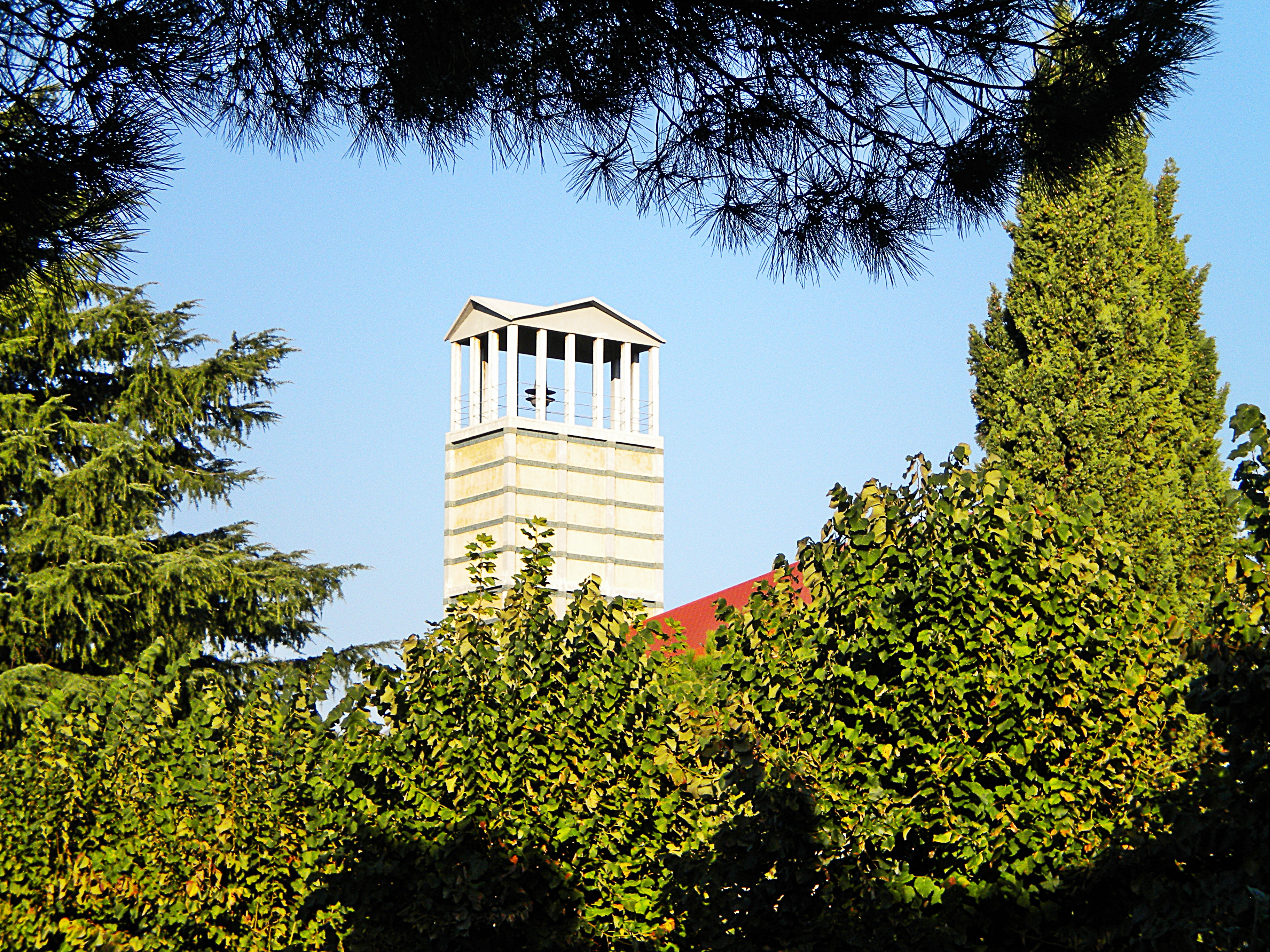
Campanile
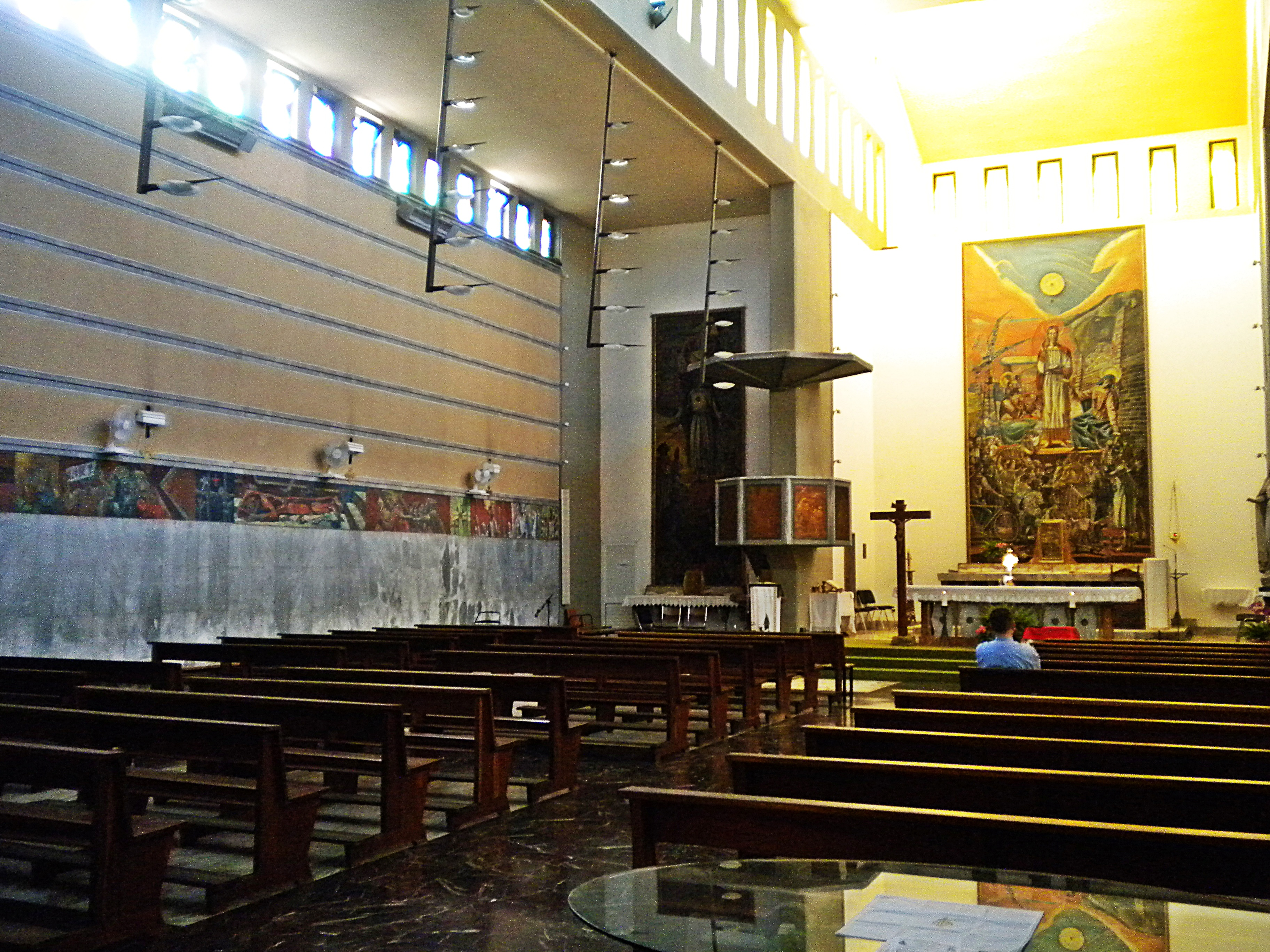
Interno
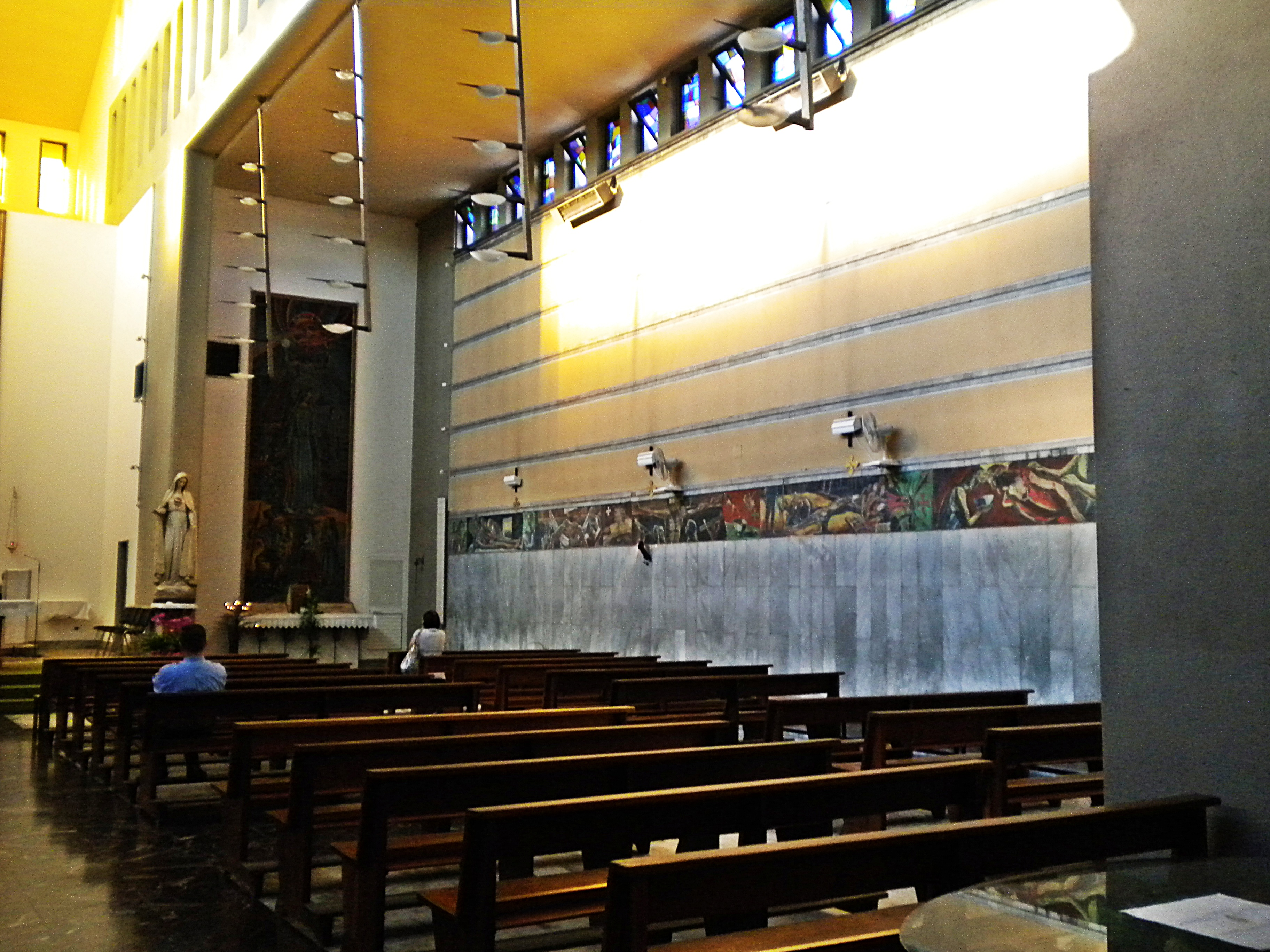
Interno